# W objęciach wampira
W objęciach wampira (ang. Embrace of the Vampire) – amerykański horror z 1995 roku.

## Opis fabuły
Główna bohaterka Charlotte stoi przed trudnym wyborem. Z jednej strony ma miłość chłopaka z uczelni, a z drugiej rozbudzającego jej nieposkromioną żądzę, nocnego ukochanego – wampira. Musi wybrać między miłością dnia, a potęgą nocy.

## Obsada
- Alyssa Milano – Charlotte  Wells
- Martin Kemp – Wampir
- Harold Pruett – 	Chris
- Rachel True – Nicole
- Jordan Ladd – Eliza
- Charlotte Lewis – Sarah
- Jennifer Tilly – Marika
- Rebecca Ferratti – księżniczka